# Anomalohalacarus septentrionalis
Anomalohalacarus septentrionalis är en spindeldjursart som beskrevs av Bartsch 1991. Anomalohalacarus septentrionalis ingår i släktet Anomalohalacarus, och familjen Halacaridae. Arten är reproducerande i Sverige.